# NGC 6053
NGC 6053 (również NGC 6057 lub PGC 57090) – galaktyka eliptyczna (E), znajdująca się w gwiazdozbiorze Herkulesa.
Odkrył ją Lewis A. Swift 6 czerwca 1886 roku. Dwie noce później obserwował ją ponownie, lecz nie zorientował się, że to ta sama galaktyka i skatalogował ją jako nowo odkryty obiekt. John Dreyer w swoim New General Catalogue skatalogował obie obserwacje Swifta jako, odpowiednio, NGC 6057 i NGC 6053.
Identyfikacja obiektu NGC 6053/NGC 6057 nie jest pewna. Według niektórych astronomów, Swift zaobserwował wtedy jaśniejszą, położoną bardziej na zachód galaktykę PGC 57076 (identyfikowaną przez większość katalogów jako NGC 6055). W bazie SIMBAD jako NGC 6053 skatalogowano galaktykę PGC 57088.